# Division No 4 (Manitoba)
Pour les articles homonymes, voir Division No 4.
La division No 4 est une des divisions de recensement du Manitoba (Canada).

## Liste des municipalités

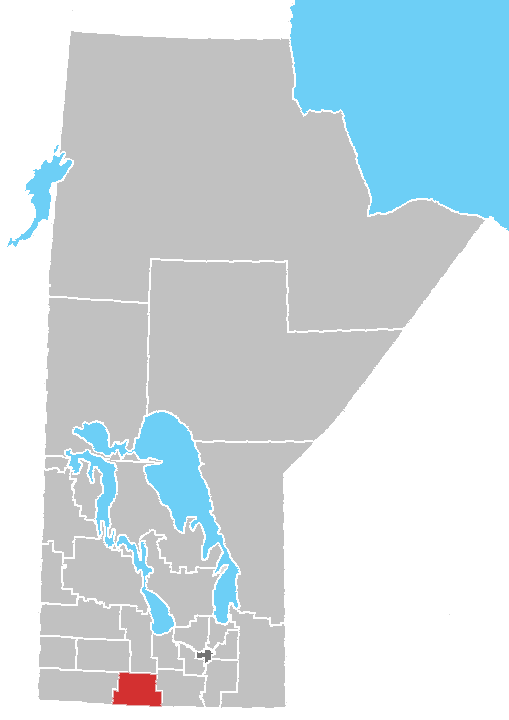
Localisation de la division No 4

Municipalité rurale
- Argyle
- Lorne
- Louise (en)
- Pembina (en)
- Roblin (en)

Village
- Cartwright (en)
- Crystal City (en)
- Somerset

Ville (Town)
- Manitou
- Pilot Mound

Réserve indienne
- Swan Lake 7 (en)